# Liv AlUla Jayco/2025
Deze pagina geeft een overzicht van de vrouwenwielerploeg Liv AlUla Jayco in 2025.

## Algemeen
- Algemeen manager: Brent Copeland
- Teammanager: Gene Bates
- Ploegleiders: Jessica Allen, Shawn Clarke, Marco Pinotti, Andrew Smith, Wim Stroetinga, Rafael Valls, Eric van den Boom
- Fietsmerk: Giant

## Renners

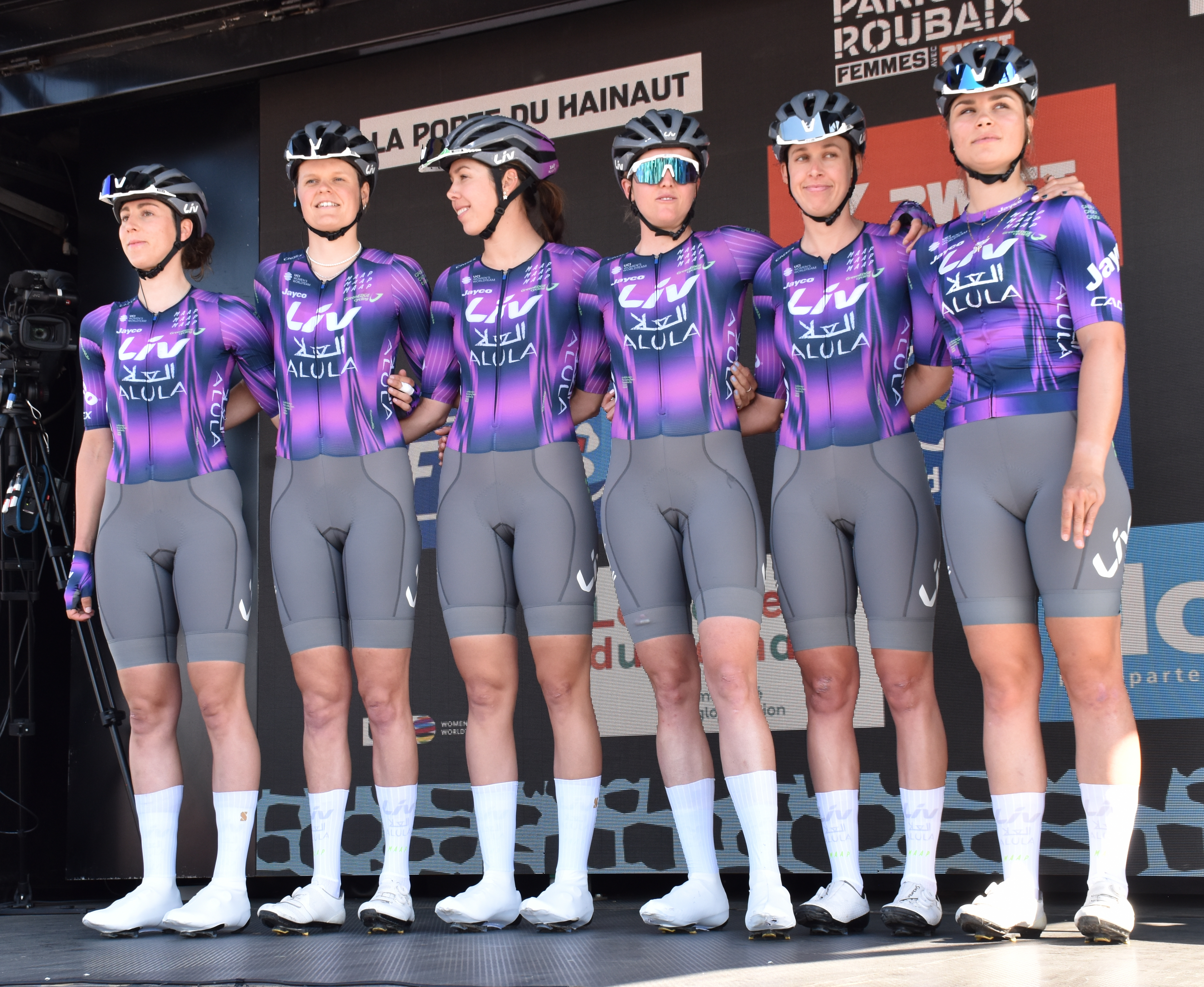
Het team in Parijs-Roubaix 2025.

| Naam                  | Geboortedatum | Nationaliteit | Ploeg 2024                               |
| --------------------- | ------------- | ------------- | ---------------------------------------- |
| Caroline Andersson    | 29-07-2001    | Zweden        |                                          |
| Georgia Baker         | 21-09-1994    | Australië     |                                          |
| Mavi García           | 02-01-1984    | Spanje        |                                          |
| Jeanne Korevaar       | 24-09-1996    | Nederland     |                                          |
| Amber Pate            | 21-04-1995    | Australië     |                                          |
| Letizia Paternoster   | 22-07-1999    | Italië        |                                          |
| Ruby Roseman-Gannon   | 08-11-1998    | Australië     |                                          |
| Silke Smulders        | 01-04-2001    | Nederland     |                                          |
| Josie Talbot          | 09-08-1996    | Australië     | Cofidis                                  |
| Quinty Ton            | 04-08-1998    | Nederland     |                                          |
| Anna Trevisi          | 08-05-1992    | Italië        |                                          |
| Monica Trinca Colonel | 21-05-1999    | Italië        | BePink-Bongioanni                        |
| Amber van der Hulst   | 21-09-1999    | Nederland     | Liv AlUla Jayco Women's Continental Team |
| Ella Wyllie           | 01-09-2022    | Nieuw-Zeeland |                                          |

### Vertrokken
| Naam             | Geboortedatum | Nationaliteit      | Ploeg 2025          |
| ---------------- | ------------- | ------------------ | ------------------- |
| Teniel Campbell  | 23-11-1997    | Trinidad en Tobago | ?                   |
| Ingvild Gåskjenn | 01-07-1998    | Noorwegen          | Uno-X Mobility      |
| Georgie Howe     | 03-03-1994    | Australië          | ?                   |
| Alexandra Manly  | 28-02-1996    | Australië          | AG Insurance-Soudal |
| Urška Žigart     | 04-12-1996    | Slovenië           | AG Insurance-Soudal |

## Overwinningen
| Ronde van Frankrijk 2e etappe: Mavi García |

Mannen: 2012 · 2013 · 2014 · 2015 · 2016 · 2017 · 2018 · 2019 · 2020 · 2021 · 2022 · 2023 · 2024  · 2025
Vrouwen: 2012 · 2013 · 2014 · 2015 · 2016 · 2017 · 2018 · 2019 · 2020 · 2021 · 2022 · 2023 · 2024 · 2025
AG Insurance-Soudal · Canyon//SRAM zondacrypto  · Ceratizit-WNT Pro Cycling · FDJ-SUEZ · Fenix-Deceuninck · Human Powered Health · Lidl-Trek · Liv AlUla Jayco · Movistar · Roland · Team Picnic PostNL · SD Worx-Protime · Team Visma|Lease a Bike · UAE Team ADQ · Uno-X Mobility